# Зуна, Фрэнк
Фрэнк Томас Зуна (англ. Frank Thomas Zuna; 2 января 1893, Ньюарк, Нью-Джерси — январь 1983, Рино, Невада) — американский легкоатлет, выступавший в марафонском беге и кроссе. Участник летних Олимпийских игр 1920 и 1924 годов.

## Биография
Фрэнк Зуна родился 2 января 1893 года в американском городе Ньюарк в штате Нью-Джерси.
Окончил только четыре класса школы и начал работать. Трудился сантехником и кровельщиком.
Участвовал в Первой мировой войне в составе 14-го полка, был участником похода в Мексику, затем отправился во Францию.
Выступал в соревнованиях за Ирландско-американский легкоатлетический клуб Нью-Йорка. После окончания Первой мировой войны победил в рождественском забеге по пересечённой местности в Париже. В 1921 году выиграл Бостонский марафон, в 1923 году занял 2-е место, в 1925 году — 3-е.
В 1920 году вошёл в состав сборной США на летних Олимпийских играх в Антверпене. Был заявлен в марафонском беге, но не вышел на старт по совету тренера из-за недостаточной подготовки.
В 1924 году вошёл в состав сборной США на летних Олимпийских играх в Париже. В марафонском беге занял 18-е место, показав результат 3 часа 5 минут 52,2 секунды и уступив 24 минуты 29,6 секунды завоевавшему золото Альбину Стенроосу из Финляндии.
Умер в январе 1983 года в американском городе Рино.

## Семья
Родители Рудольф и Эмма Зуны были выходцами из Богемии, эмигрировавшими в США в поисках работы.